# マーチステークス
マーチステークスは、日本中央競馬会（JRA）が中山競馬場で施行する中央競馬の重賞競走（GIII）である。
競走名の「マーチ（March）」は、3月を意味する英語。
正賞は地方競馬全国協会理事長賞。

## 概要
1994年に行われた中央競馬のダート重賞路線整備で、ダート適性馬の目標となる競走を設置することを目的として創設された5歳（現4歳）以上の馬による重賞競走。阪神競馬場で行われた2011年を除き、中山競馬場・ダート1800mでの施行が定着している。
創設時から外国産馬が出走可能なほか、地方競馬所属馬は1997年より、外国馬は2006年よりそれぞれ出走可能になった。
本競走は高松宮記念と同日に施行される。

### 競走条件
以下の内容は、2025年現在のもの。
出走資格：サラ系4歳以上
- 2024年3月23日以降2025年3月23日まで1回以上出走馬
- JRA所属馬
- 地方競馬所属馬（4頭まで）
- 外国調教馬（優先出走）

負担重量：ハンデキャップ

### 賞金
2025年の1着賞金は3800万円で、以下2着1500万円、3着950万円、4着570万円、5着380万円。

## 歴史
- 1994年 - 5歳以上の馬による重賞（GIII[注 1]）として新設[4]。
- 1997年 - 指定交流競走となり、地方競馬所属馬が5頭まで出走可能となる[5]。
- 2001年 - 馬齢表示の国際基準への変更に伴い、出走条件を「4歳以上」に変更。
- 2006年
  - 国際競走に変更され、外国調教馬が4頭まで出走可能となる[7]。
  - 地方競馬所属馬の出走枠を4頭までに縮小[7]。
- 2007年 - 日本のパートI国昇格に伴い、外国調教馬の出走枠が8頭に拡大[8]。
- 2011年 
  - 東日本大震災および東京電力福島第一原子力発電所事故の影響により、阪神競馬場にて「被災地支援競走」の副称をつけて施行。本馬場入場曲やファンファーレも関西主場で使われているものが使われた。
  - 3月以外に開催されたのは史上初であり、尚且つ唯一のケースであった[9]。
- 2020年
  - 新型コロナウイルスの感染拡大防止のため「無観客競馬」として実施[10]（2021年も同様[11]）。
  - 降雪の影響により3月31日に延期[12][13]。

### 歴代優勝馬
コース種別の記載がない距離は、ダートコースを表す。
優勝馬の馬齢は、2000年以前も現行表記に揃えている。
| 回数   | 施行日        | 競馬場 | 距離  | 優勝馬             | 性齢 | タイム | 優勝騎手 | 管理調教師 | 馬主                                 |
| ------ | ------------- | ------ | ----- | ------------------ | ---- | ------ | -------- | ---------- | ------------------------------------ |
| 第1回  | 1994年3月12日 | 中山   | 1800m | バンブーゲネシス   | 牡5  | 1:50.0 | 武豊     | 武邦彦     | （有）バンブー牧場                   |
| 第2回  | 1995年3月11日 | 中山   | 1800m | トーヨーリファール | 牡5  | 1:50.5 | 松永昌博 | 松永善晴   | （有）トーヨークラブ                 |
| 第3回  | 1996年3月9日  | 中山   | 1800m | アミサイクロン     | 牡6  | 1:53.3 | 平目孝志 | 浅野洋一郎 | （有）内藤牧場                       |
| 第4回  | 1997年3月8日  | 中山   | 1800m | ワイルドブラスター | 牡5  | 1:51.5 | 橋本広喜 | 新井仁     | 林儀信                               |
| 第5回  | 1998年3月14日 | 中山   | 1800m | ワイルドブラスター | 牡6  | 1:51.9 | 橋本広喜 | 新井仁     | 林儀信                               |
| 第6回  | 1999年3月13日 | 中山   | 1800m | タヤスケーポイント | 牡4  | 1:51.3 | 加藤和宏 | 田所清広   | 中村篤                               |
| 第7回  | 2000年3月25日 | 中山   | 1800m | タマモストロング   | 牡5  | 1:49.7 | 小池隆生 | 吉永忍     | タマモ（株）                         |
| 第8回  | 2001年3月25日 | 中山   | 1800m | アイランドオオジャ | 牡5  | 1:50.8 | 中舘英二 | 境征勝     | 嶋村二三男                           |
| 第9回  | 2002年3月24日 | 中山   | 1800m | マンボツイスト     | 牡7  | 1:51.3 | 安藤勝己 | 古川平     | 田原源一郎                           |
| 第10回 | 2003年3月30日 | 中山   | 1800m | スマートボーイ     | 牡8  | 1:52.0 | 伊藤直人 | 伊藤圭三   | （有）グランド牧場                   |
| 第11回 | 2004年3月28日 | 中山   | 1800m | アンドゥオール     | 牡5  | 1:53.0 | 松永幹夫 | 長浜博之   | （有）社台レースホース               |
| 第12回 | 2005年3月27日 | 中山   | 1800m | クーリンガー       | 牡6  | 1:52.0 | 和田竜二 | 岩元市三   | 林進                                 |
| 第13回 | 2006年3月26日 | 中山   | 1800m | ヒシアトラス       | 牡6  | 1:51.4 | 横山典弘 | 中野隆良   | 阿部雅一郎                           |
| 第14回 | 2007年3月25日 | 中山   | 1800m | クワイエットデイ   | 牡7  | 1:51.4 | 角田晃一 | 松元省一   | （有）サンデーレーシング             |
| 第15回 | 2008年3月30日 | 中山   | 1800m | ナナヨーヒマワリ   | 牡7  | 1:51.6 | 小原義之 | 小原伊佐美 | 尾崎和助                             |
| 第16回 | 2009年3月29日 | 中山   | 1800m | エスポワールシチー | 牡4  | 1:51.9 | 松岡正海 | 安達昭夫   | （株）友駿ホースクラブ               |
| 第17回 | 2010年3月28日 | 中山   | 1800m | マコトスパルビエロ | 牡6  | 1:51.9 | 後藤浩輝 | 鮫島一歩   | 眞壁明                               |
| 第18回 | 2011年4月10日 | 阪神   | 1800m | テスタマッタ       | 牡5  | 1:50.0 | 四位洋文 | 村山明     | 吉田和美                             |
| 第19回 | 2012年3月25日 | 中山   | 1800m | サイレントメロディ | 牡5  | 1:51.0 | 後藤浩輝 | 国枝栄     | （有）社台レースホース               |
| 第20回 | 2013年3月24日 | 中山   | 1800m | グランドシチー     | 牡6  | 1:52.6 | 津村明秀 | 相沢郁     | （株）友駿ホースクラブ               |
| 第21回 | 2014年3月30日 | 中山   | 1800m | ソロル             | 牡4  | 1:51.2 | 蛯名正義 | 中竹和也   | （有）サンデーレーシング             |
| 第22回 | 2015年3月29日 | 中山   | 1800m | マイネルクロップ   | 牡5  | 1:52.7 | 丹内祐次 | 飯田雄三   | （株）サラブレッドクラブ・ラフィアン |
| 第23回 | 2016年3月27日 | 中山   | 1800m | ショウナンアポロン | 牡6  | 1:52.7 | 松岡正海 | 古賀史生   | 国本哲秀                             |
| 第24回 | 2017年3月26日 | 中山   | 1800m | インカンテーション | 牡7  | 1:52.0 | 勝浦正樹 | 羽月友彦   | （有）ターフ・スポート               |
| 第25回 | 2018年3月25日 | 中山   | 1800m | センチュリオン     | 牡6  | 1:52.1 | 幸英明   | 田村康仁   | 窪田康志                             |
| 第26回 | 2019年3月24日 | 中山   | 1800m | サトノティターン   | 牡6  | 1:52.3 | 石橋脩   | 堀宣行     | 里見治紀                             |
| 第27回 | 2020年3月31日 | 中山   | 1800m | スワーヴアラミス   | 牡5  | 1:51.3 | 藤岡康太 | 須貝尚介   | （株）NICKS                          |
| 第28回 | 2021年3月28日 | 中山   | 1800m | レピアーウィット   | 牡6  | 1:51.0 | 石橋脩   | 堀宣行     | （株）金子真人ホールディングス       |
| 第29回 | 2022年3月27日 | 中山   | 1800m | メイショウハリオ   | 牡5  | 1:50.2 | 浜中俊   | 岡田稲男   | 松本好雄                             |
| 第30回 | 2023年3月26日 | 中山   | 1800m | ハヤブサナンデクン | 牡7  | 1:51.4 | 津村明秀 | 吉村圭司   | 武田修                               |
| 第31回 | 2024年3月24日 | 中山   | 1800m | ヴァルツァーシャル | 牡5  | 1:50.7 | 斎藤新   | 高木登     | ウエスト.フォレスト.ステイブル（株） |
| 第32回 | 2025年3月30日 | 中山   | 1800m | ブライアンセンス   | 牡5  | 1:51.5 | 岩田望来 | 斎藤誠     | 林正道                               |

## 同名の競走
重賞競走が創設される以前に、同名の競走が行われていたことがある。ただし、JRAではこれらの競走を前身としていない。

### 優勝馬
優勝馬の馬齢は、現行表記に揃えている。
| 施行日        | 競馬場 | 距離    | 条件     | 優勝馬             | 性齢 | タイム | 優勝騎手 | 管理調教師 | 馬主                               |
| ------------- | ------ | ------- | -------- | ------------------ | ---- | ------ | -------- | ---------- | ---------------------------------- |
| 1986年3月2日  | 中山   | 芝2200m | オープン | ブラックスキー     | 牡4  | 2:16.1 | 田村正光 | 矢野照正   | 笹原貞生                           |
| 1987年3月7日  | 中山   | 芝2200m | オープン | アサカツービート   | 牡6  | 2:15.8 | 的場均   | 元石正雄   | 佐久間有寿                         |
| 1988年3月27日 | 東京   | 芝1800m | オープン | ランニングフリー   | 牡5  | 1:50.1 | 菅原泰夫 | 本郷一彦   | 藤島泰輔                           |
| 1989年3月26日 | 中山   | 芝1600m | オープン | ケープポイント     | 牡6  | 1:34.9 | 柏崎正次 | 奥平真治   | ハイランド牧場                     |
| 1990年3月24日 | 中山   | 芝1600m | オープン | ケープポイント     | 牡7  | 1:34.9 | 柏崎正次 | 奥平真治   | ハイランド牧場                     |
| 1991年3月23日 | 中山   | 芝1600m | オープン | タケデンビクトリー | 牡4  | 1:36.4 | 蛯沢誠治 | 秋山史郎   | 武市伝一                           |
| 1992年3月28日 | 中山   | 芝1600m | オープン | マイネルヨース     | 牡4  | 1:35.1 | 篠原茂   | 中島敏文   | (株)サラブレッドクラブ・ラフィアン |

出典：netkeiba.com
- 1986年、1987年、1988年、1989年、1990年、1991年、1992年